# Итапоранга (микрорегион)

Итапоранга на карте.

Итапоранга (порт. Microrregião de Itaporanga) — микрорегион в Бразилии. входит в штат Параиба. Составная часть мезорегиона Сертан штата Параиба. Население составляет 	84 034	 человека (на 2010 год). Площадь — 	3053,938	 км². Плотность населения — 	27,52	 чел./км².

## Демография
Согласно сведениям, собранным в ходе переписи 2010 г. Национальным институтом географии и статистики (IBGE), население микрорегиона составляет:						
| Полное население                             | Полное население                             | Полное население                             | Полное население                             | 84 034 |
| -------------------------------------------- | -------------------------------------------- | -------------------------------------------- | -------------------------------------------- | ------ |
| в том числе:                                 | Городское население                          | 52 029                                       | Процент городского населения, %              | 61,91  |
|                                              | Сельское население                           | 32 005                                       | Процент сельского населения, %               | 38,09  |
|                                              | Мужское население                            | 41 997                                       | Процент мужского населения, %                | 49,98  |
|                                              | Женское население                            | 42 037                                       | Процент женского населения, %                | 50,02  |
| Плотность населения, чел/км²                 | Плотность населения, чел/км²                 | Плотность населения, чел/км²                 | Плотность населения, чел/км²                 | 27,52  |
| Население микрорегиона в % к населению штата | Население микрорегиона в % к населению штата | Население микрорегиона в % к населению штата | Население микрорегиона в % к населению штата | 2,23   |

## Статистика
- Валовой внутренний продукт на 2003 год составляет 184 545 372,00 реалов (данные: Бразильский институт географии и статистики).
- Валовой внутренний продукт на душу населения на 2003 год составляет 2225,05 реалов (данные: Бразильский институт географии и статистики).
- Индекс развития человеческого потенциала на 2000 год составляет 0,598 (данные: Программа развития ООН).

## Состав микрорегиона
В составе микрорегиона включены следующие муниципалитеты:
1. Боа-Вентура
2. Консейсан
3. Куррал-Велью
4. Диаманти
5. Ибиара
6. Итапоранга
7. Педра-Бранка
8. Санта-Инес
9. Сантана-ди-Мангейра
10. Серра-Гранди
11. Сан-Жозе-ди-Каяна